# Xander Berkeley
Xander Berkeley (New York, 16 december 1955) is een Amerikaans televisie- en filmacteur.
Hij speelde gastrollen in diverse televisieseries, waaronder MASH, Cagney & Lacey, Remington Steele, Miami Vice, Moonlighting, The A-Team, The X-Files, CSI: Crime Scene Investigation, ER en Law & Order en kreeg een terugkerende rol in 24 als George Mason. Tijdens de opnames van deze serie kreeg hij een relatie met Sarah Clarke (Nina Myers), met wie hij na het eerste seizoen ook trouwde. Samen hebben ze een dochter.

## Films
- Born Guilty (2017) - als Mr. Milk
- Moments of Clarity (2016) - als Artemis
- Solace (2015) - als Mr. Solace
- This Last Lonely Place (2014) - als Frank Devore
- Transcendence (2014) - als Thomas Casey
- Kick-Ass (2010) - als Detective Gigante
- Year One (2009) - als King
- Sparks (2009) - als Sid Harris
- The Toe Tactic (2008) - als Dad
- Taken (2008) - als Stuart
- Fracture (2007) - als Judge Moran
- Seraphim Falls (2006)
- Champions (2006)
- The Garage (2006)
- North Country (2005)
- Standing Still (2005)
- Deepwater (2005)
- Drop Dead Sexy (2005)
- The Last Full Measure (2004)
- In Enemy Hands (2004)
- Below the Belt (2004)
- Quicksand (2003)
- The Stranger (2003)
- The Third Date (2003)
- The Man from Elysian Fields (2001)
- China: The Panda Adventure (2001)
- Storytelling (2001)
- Shanghai Noon (2000)
- Timecode (2000)
- The Cherry Orchard (1999)
- Universal Soldier: The Return (1999)
- Phoenix (1998)
- The Truth About Juliet (1998)
- Breast Men (1997)
- Amistad (1997)
- Gattaca (1997)
- One Night Stand (1997)
- Air Force One (1997)
- Persons Unknown (1996)
- Driven (1996)
- Bulletproof (1996)
- The Rock (1996)
- Barb Wire (1996)
- A Family Thing (1996)
- Poison Ivy II: Lily (1996)
- The Killing Jar (1996)
- Heat (1995)
- Leaving Las Vegas (1995)
- Apollo 13 (1995)
- Safe (1995)
- The Fifteen Minute Hamlet (1995)
- Caroline at Midnight (1994)
- It's Nothing Personal (1993)
- A Few Good Men (1992)
- Candyman (1992)
- The Gun in Betty Lou's Handbag (1992)
- Billy Bathgate (1991)
- Terminator 2: Judgment Day (1991)
- The Rookie (1990)
- The Grifters (1990)
- Short Time (1990)
- The Guardian (1990)
- The Last of the Finest (1990)
- The Assassin (1990)
- Internal Affairs (1990)
- The Gumshoe Kid (1990)
- The Fabulous Baker Boys (1989)
- Tapeheads (1988)
- Deadly Dreams (1988)
- The Lawless Land (1988)
- Walker (1987)
- The Verne Miller Story (1987)
- Straight to Hell (1987)
- Omega Syndrome (1987)
- Sid & Nancy (1986)
- Volunteers (1985)
- Tag: The Assassination Game (1982)
- Mommie Dearest (1981)

### Televisieseries
- 1995-1997: Aaahh!!! Real Monsters - als Snav / Urbab / Timmy (stemrol, 12 afl.)
- 2001: Batman Beyond - als Dr. Childes (stemrol, 2 afl.)
- 2001-2003: 24 - als George Mason (27 afl.)
- 2002: The Court - als Keith Nolan (3 afl.)
- 2003-2004: CSI: Crime Scene Investigation - als Sheriff Rory Atwater (5 afl.)
- 2004-2005: Teen Titans - Mento / Generaal Immortus / Warp (stemrol, 3 afl.)
- 2008 en 2013:  The mentalist - als Sheriff Thomas Mcallister
- 2010-2012: Nikita - als Percy (45 afl.)
- 2016-2018: The Walking Dead - als Gregory (16 afl.)
- 2023: The Mandalorian - als Gillad Pellaeon (1 afl.)
- 2024: Star Wars: Tales of the Empire - als Gillad Pellaeon (stemrol, 1 afl.)